# Histoire de la pensée évolutionniste

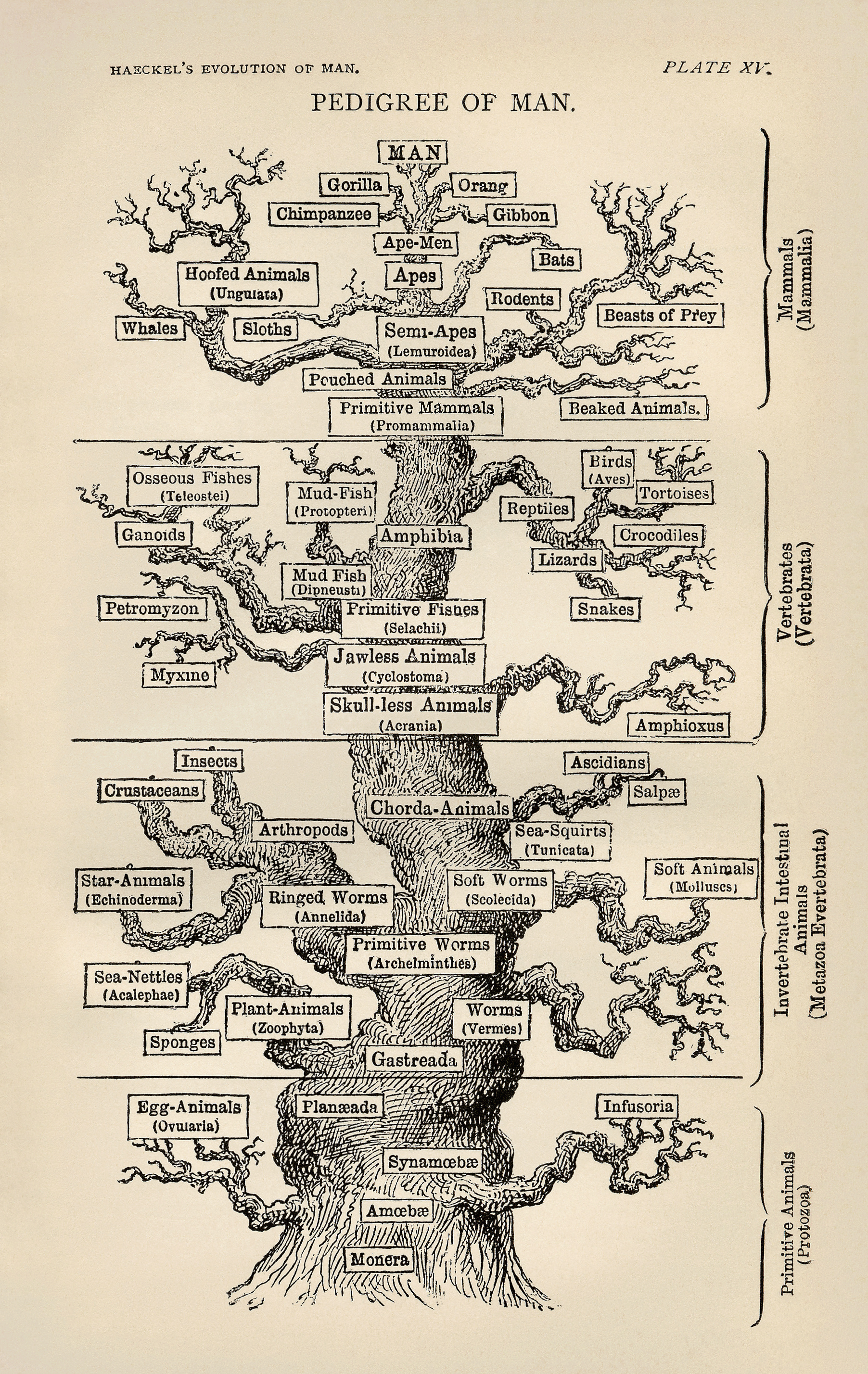
L'Arbre de la vie représenté par Ernst Haeckel dans L'évolution de l'homme (1879) illustre la vision du XIXe siècle de l'échelle des êtres selon laquelle l'évolution était un processus menant à l'apparition de l'homme.

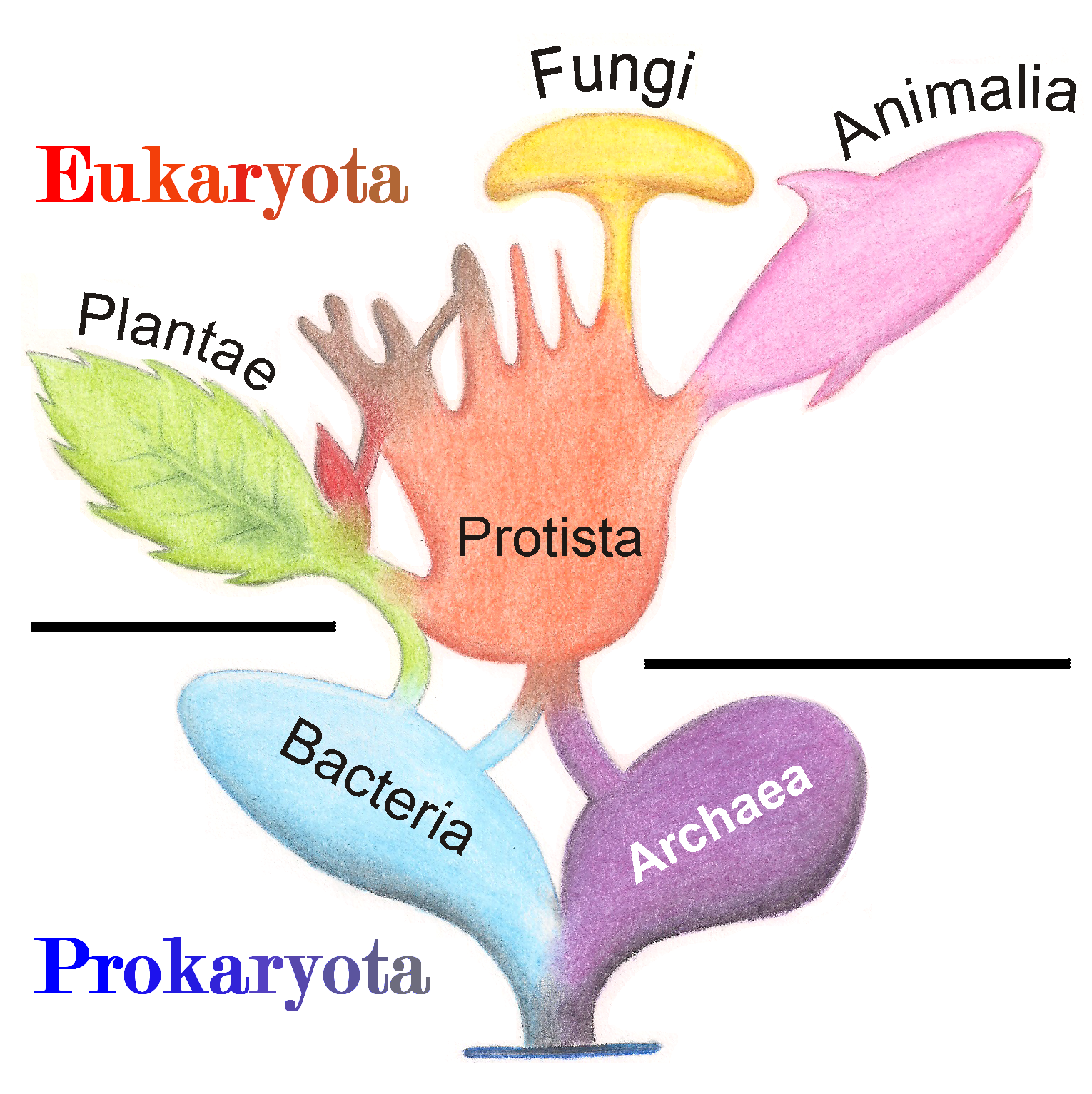
Arbre à « bulles », stylisé à des fins pédagogiques, typique de la systématique évolutionniste.

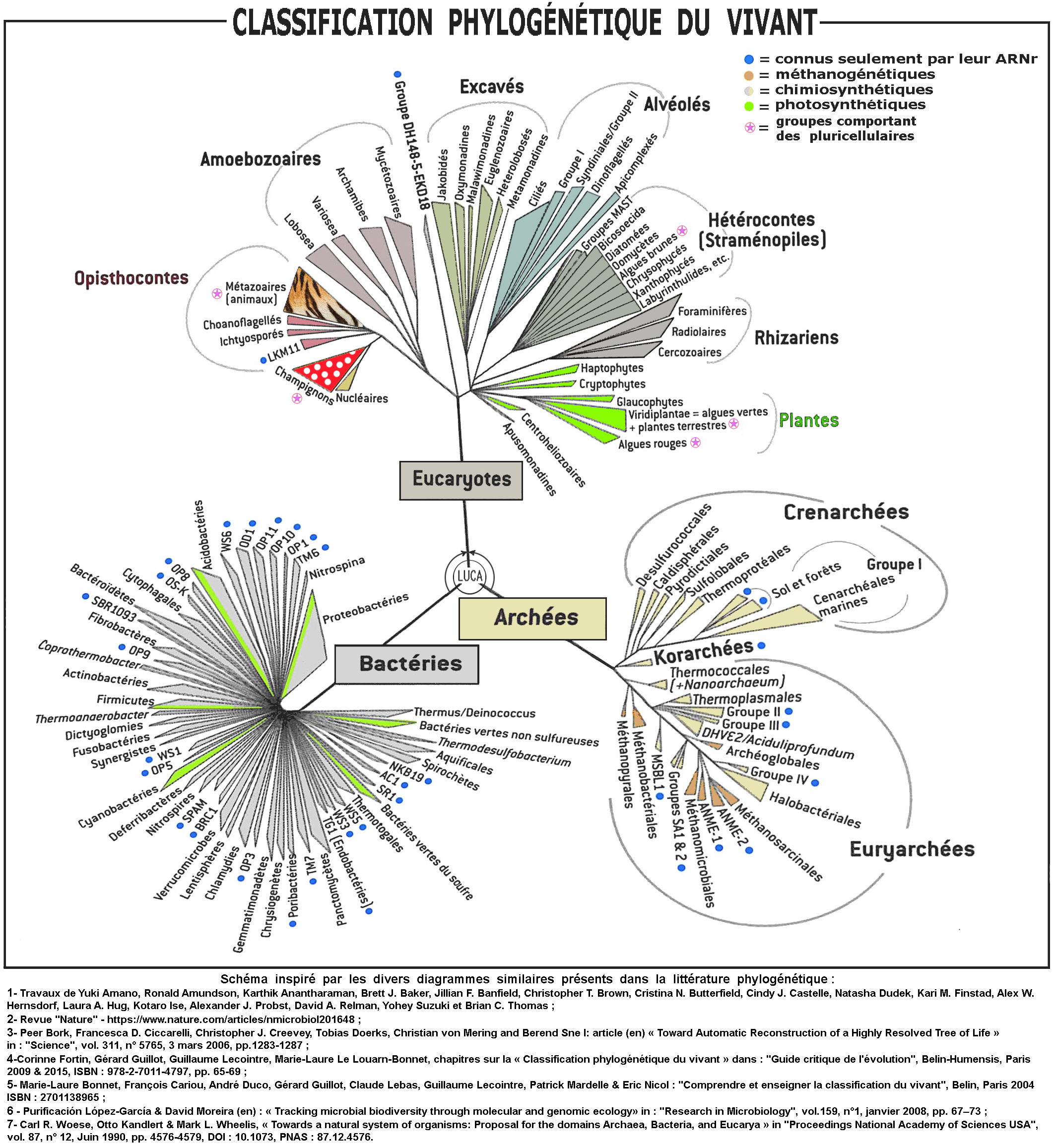
Schéma des trois grands domaines du « buisson » de l'histoire évolutive du vivant selon la classification phylogénétique : les Archées et Bactéries (Procaryotes) et les Eucaryotes.

Le concept de pensée évolutionniste, selon lequel les espèces évoluent au cours du temps, remonte à l'Antiquité, dans les idées des Grecs, des Romains, des Chinois, de même que dans la science islamique du Moyen Âge. Cependant, jusqu'au XVIIIe siècle, la pensée biologique occidentale était dominée par l'essentialisme selon lequel les espèces possédaient des caractéristiques inaltérables. Cette vision changea lors du siècle des Lumières lorsque la vision mécanique se développa dans les sciences naturelles à partir des sciences physiques. Les naturalistes commencèrent à se pencher sur la variabilité des espèces. L'émergence de la paléontologie et son concept d'extinction affaiblit un peu plus la vision statique de la nature. Au début du XIXe siècle, Lamarck proposa sa théorie transformiste, la première formulation scientifique de la théorie de l'évolution.
En 1858, Darwin et Wallace avancent une nouvelle théorie de l'évolution dans l'ouvrage L'Origine des espèces (1859). Leur théorie était inspirée de l'idée de la sélection naturelle et reçut de nombreuses preuves issues de l'élevage animal, de la biogéographie, de la géologie, de la morphologie et de l'embryologie.
Le débat sur le travail de Darwin mena à l'acceptation rapide du concept général d'évolution mais le mécanisme proposé, la sélection naturelle, ne fut pas pleinement accepté avant les progrès de la biologie au milieu du XXe siècle. Jusqu'à cette époque, de nombreux scientifiques avançaient d'autres facteurs pour expliquer l'évolution. Ces alternatives incluaient la transmission des caractères acquis (Lamarckisme) à laquelle Darwin adhérait avec sa théorie des gemmules et de la pangenèse, et le saltationnisme. La synthèse de la sélection naturelle avec les lois de Mendel au cours des années 1920-1930 fonda la discipline de la génétique des populations. Celle-ci fut complétée au cours des années 1930-1940 et permis de créer une théorie de l'évolution qui pouvait s'appliquer à l'ensemble de la biologie, la théorie synthétique de l'évolution.
À la suite du développement de la biologie de l'évolution, les études sur les mutations et les variations dans les populations naturelles combinées à la biogéographie et à la systématique permirent la création de modèles mathématiques et causals de l'évolution. La paléontologie et l'anatomie comparée permirent une reconstruction plus détaillée de l'histoire de la vie. Après la montée de la génétique dans les années 1950, la discipline de l'évolution moléculaire, fondée sur les séquences de protéines et les tests immunologiques se développa puis incorpora les travaux sur l'ADN et l'ARN. L'arrivée de la théorie du gène égoïste puis de la théorie neutraliste de l'évolution dans les années 1960 entraîna des débats sur l'adaptationnisme et l'importance de la dérive génétique face à la sélection naturelle. Le séquençage de l'ADN à la fin du XXe siècle entraîna l'apparition de la phylogénétique moléculaire et la réorganisation de l'arbre de la vie sous la forme d'un système à trois règnes. De plus, des découvertes récentes sur la symbiogenèse et le transfert horizontal de gènes introduisirent un peu plus de complexité dans l'histoire de la pensée évolutionniste.

## Antiquité

### Grèce
Plusieurs philosophes grecs réfléchirent à l'idée de changements dans les organismes vivants. Anaximandre (610-546 av. J.-C.) proposa que les premiers animaux vivaient dans l'eau et que les animaux terrestres en étaient issus. Empédocle (490-435 av. J.-C.) écrivit une origine non-surnaturelle des êtres vivants, suggérant que l'adaptation n'avait pas besoin de guide ou de cause finale. Aristote résuma cette idée : « Ainsi donc, toutes les fois que les choses se produisent accidentellement comme elles se seraient produites ayant un but, elles subsistent et se conservent, parce qu'elles ont pris spontanément la condition convenable ; mais celles où il en est autrement ont péri ou périssent... » bien qu'Aristote n'approuvât pas cette idée. Le reste de la théorie de l'évolution d'Empédocle est rudimentaire : il estimait que les organes avaient existé de façon indépendante en multiples combinaisons aléatoires (des jambes sans corps, des têtes sans yeux, etc) et que seuls les plus adaptés auraient survécu. Même si cette base est aujourd'hui peu crédible, le concept fondamental d'évolutionnisme s'y trouve bel et bien.

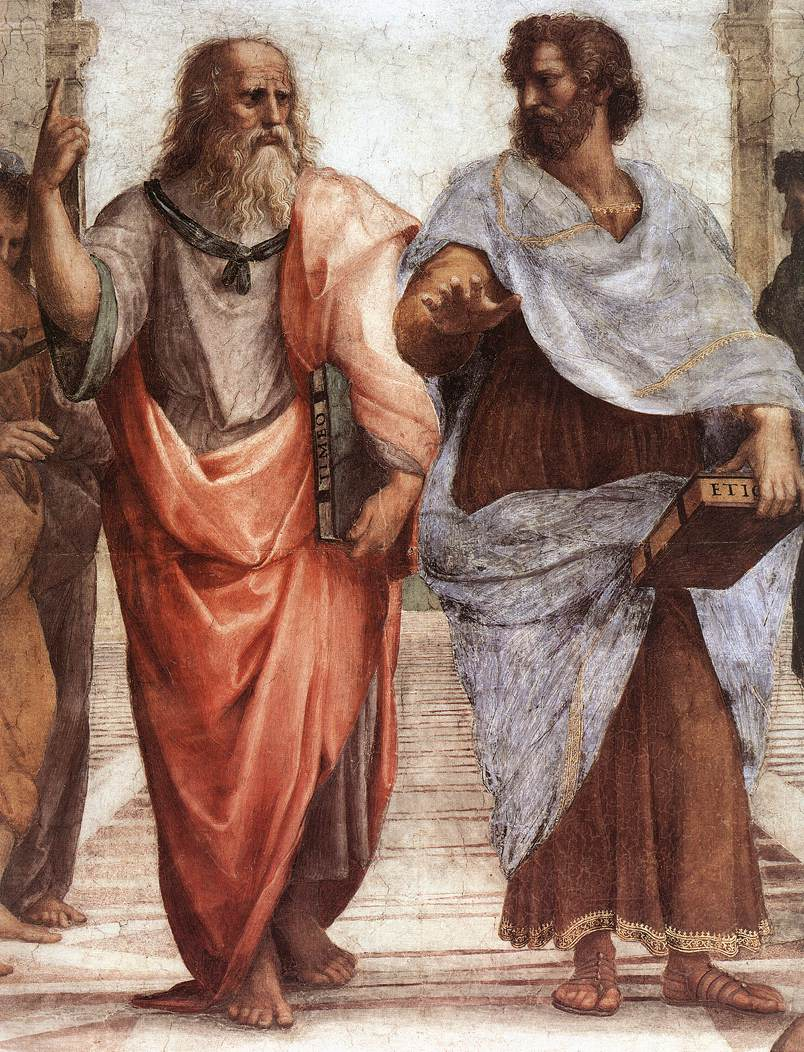
Platon (à gauche) et Aristote (à droite), un détail de L'École d'Athènes de Raphaël

Platon (428–348 av. J.-C.) était, d'après les mots du biologiste et historien Ernst Mayr, le « grand antihéros de l'évolutionnisme » car il établit la philosophie de l'essentialisme qu'il appela théorie des formes. Cette théorie voyait le monde comme étant seulement la réflexion d'un nombre limité d'essences. Les variations n'étaient que le résultat d'imperfections dans la réflexion de ces essences. Dans le Timée, Platon avança l'idée que le Démiurge avait créé le Cosmos et tout ce qu'il contenait. Le créateur avait créé toutes les formes de vie imaginables car « ...sans elles, l'univers serait incomplet car il ne contiendrait pas toutes les sortes d'animaux qu'il devrait s'il était parfait ». Ce principe de plénitude selon lequel toutes les formes de vie sont essentielles à la création parfaite influença grandement la pensée chrétienne.
Aristote (384–322 av. J.-C.), l'un des plus influents philosophes grecs, est le premier naturaliste dont les écrits nous sont parvenus. Ses textes sur la biologie étaient le résultat de ses recherches autour de l'île de Lesbos et sont connus sous la forme de quatre ouvrages généralement désignés par leurs noms latins : De anima (de l'essence de la vie), Historia animalum (essai sur les animaux), De generatione animalium (reproduction) et De partibus animalium (anatomie). Les travaux d'Aristote contiennent de remarquables observations et interprétations aux côtés de divers mythes et erreurs qui reflètent l'état limité des connaissances de l'époque. Cependant, pour Charles Singer, « Rien n'est plus remarquable que les efforts d'Aristote pour démontrer les relations entre les choses vivantes en tant que scala naturæ ». Cette scala naturæ, décrite dans Historia animalium, classait les organismes en relation sous la forme d'une « chaîne des êtres » hiérarchique selon la complexité de leurs structures.

### Chine
Les philosophes chinois de l'antiquité comme Tchouang-tseu (IVe siècle av. J.-C.) exprimèrent leurs idées sur les changements biologiques des espèces vivantes. D'après Joseph Needham, le taoïsme rejette explicitement la fixité des espèces biologiques et les philosophes taoïstes supposaient que les espèces avaient développé différents attributs en réponse aux divers environnements. Le taoïsme considère l'homme, la nature et les cieux comme existant dans un état de « transformation constante » connu sous le nom de Tao, en opposition avec la vision statique de la nature qu'on trouve chez de nombreux penseurs occidentaux.

### Romains
Le philosophe et atomiste romain Lucrèce (Ier siècle av. J.-C.), écrivit le poème De rerum natura (De la nature) qui fournit le meilleur témoignage existant de la pensée des philosophes grecs épicuriens. Il décrit le développement du cosmos, de la Terre, des formes vivantes et des sociétés humaines à travers des mécanismes purement naturels sans intervention divine. De la nature influencera les spéculations cosmologiques et scientifiques durant et après la Renaissance,.

### Augustin d'Hippone
En accord avec la pensée des grecs anciens, l'évêque et théologien, Augustin d'Hippone (IVe siècle apr. J.-C.) écrivit que l'histoire de la création issue du Livre de la Genèse ne devait pas être comprise de manière trop littérale. Dans son livre De Genesi ad litteram (De la Genèse au sens littéral), il établit que dans certains cas, les créatures nouvelles pouvaient apparaître à travers la « décomposition » des formes de vie plus anciennes. Pour Augustin, « les plantes et les animaux ne sont pas parfaits mais ont été créés dans un état de potentialité » à la différence de la perfection des anges, du firmament et de l'âme humaine. L'idée d'Augustin selon laquelle les formes de vie ont été transformées « lentement au cours du temps » amena le Père Giuseppe Tanzella-Nitti, professeur de théologie à l'Université pontificale de la Sainte-Croix à Rome à déclarer qu'Augustin avait imaginé le concept d'évolution,.

## Moyen Âge

### Dans le monde musulman
Après la chute de l'Empire romain, les idées évolutionnistes continuèrent à être exposées par les savants et philosophes musulmans au Moyen Âge durant l'âge d'or de la civilisation islamique, alors que les théories anciennes de l'évolution étaient enseignées dans les écoles islamiques,. Le savant, historien et philosophe John William Draper a parlé au XIXe siècle de la théorie mahométane de l'évolution.
Le premier naturaliste et philosophe musulman à développer une théorie de l'évolution fut le zoologiste Al-Jahiz (776-868) au IXe siècle,.
Dans son Livre des Animaux, il dresse une anthologie animalière où est évoquée une évolution articulée selon trois mécanismes principaux : la lutte pour l’existence, la transformation d’espèces vivantes et l’influence de l’environnement naturel. Il marque ainsi l’unité de la nature et les rapports entre divers groupes d’êtres vivants.
À sa suite, pendant le Xe siècle, plusieurs penseurs musulmans reprennent ses idées sur l'évolution des êtres vivants, comme Ali ibn Abbas al-Majusi ou Nasir al-Din al-Tusi. Selon Sigrid Hunke (1913-1999), Ali ibn Abbas al-Majusi (?-982 ou 994) a expliqué l'origine des espèces par la voie de la sélection naturelle neuf siècles avant Darwin. D'après Réda Benkirane, cette pensée naturaliste décrivant une évolution globale impliquant le minéral, le végétal et l’animal se retrouve entre autres chez le philosophe et historien iranien Ibn Miskawayh (932-1030)
Au Xe siècle, les Frères de la pureté (Ikhwan al-Safa) décrivent dans une section de l'Épître des frères de la pureté la création des mondes et l'évolution par strates de la vie avec des détails qui auraient impressionné Darwin. On y trouve l'idée d'évolution à partir de la matière, laquelle se transforme en vapeur, puis en eau, en minéraux, en plantes, en animaux, en singes et enfin en hommes,.
Ainsi les groupes d’êtres parcourent dans l’engendrement de leurs formes définitives une évolution qui va du simple au complexe, passant par les quatre éléments (feu, terre, air, eau), les quatre natures (chaud, froid, sec, humide) et leurs combinaisons poursuivent encore la différenciation en règnes minéral, végétal et animal et précisent indéfiniment la spéciation du vivant.
L'épitre explique comment se déroule la manifestation par couches successives, ou stratifiées à partir du royaume minéral. Selon lui les entités minérales les plus développées vivent plus bas dans le royaume minéral jusqu'à ses plus hautes strates pour se mélanger imperceptiblement dans la strate supérieure du règne végétal. Il explique aussi l'existence de contacts entre les règnes animal et végétal ; et jusqu'au plus haut niveau du règne animal, dont le point culminant serait l'Homme. Les plus évolués seraient les hommes placés dans les hautes sphères, debout entre les anges et les animaux, pour servir sur la Terre comme lieutenants de Dieu.
Par la suite, Nasir al-Din al-Tusi (1201-1274) suggère la sélection des meilleurs et l'adaptation des espèces pour l'évolution environ six siècles avant Charles Darwin. Il utilise pour expliquer les transformations des espèces, le mot takâmul, qui signifie en arabe « perfectionnement ». Selon Tusi, ce sont les transformations de l'environnement qui poussent les espèces à évoluer ; ainsi ce seraient les espèces dont les individus sont les plus diversifiés en formes qui s'adapteraient le mieux aux changements. 

Tusi écrira ainsi : « ...l'équilibre (originel) a été endommagé, et les contrastes essentiels ont commencé à apparaître à l'intérieur de ce monde très tôt. Par conséquent, quelques substances ont commencé à se développer plus rapidement et à s'améliorer plus que les autres. » et encore : « Les organismes qui peuvent gagner les nouveaux dispositifs plus rapidement sont plus variables. En conséquence, elles gagnent des avantages par rapport à d'autres créatures. » 

Farid Alakbarov étudie en détail ce domaine dans son livre intitulé : Nasiraddin Tusinin takamul gorushlari.
Enfin, l’historien maghrébin Ibn Khaldoun (1338-1405) recourt aux notions d’ordre, de structure, de plan, de rapports entre les êtres et des permutations réciproques, de progrès graduel de la création et de continuum des êtres vivants. Il suggère également la transformation progressive et organisée du minéral vers le végétal, l'animal, le singe et finalement l'Homme. 

Il écrit ainsi que : « le plan humain est atteint à partir du monde des singes (qirada). »
Si ces[Lesquels ?] écrits n'ont pas fait condamner leurs auteurs par les autorités islamiques, ils n'ont eu cependant que peu d'écho.

### Dans le monde chrétien

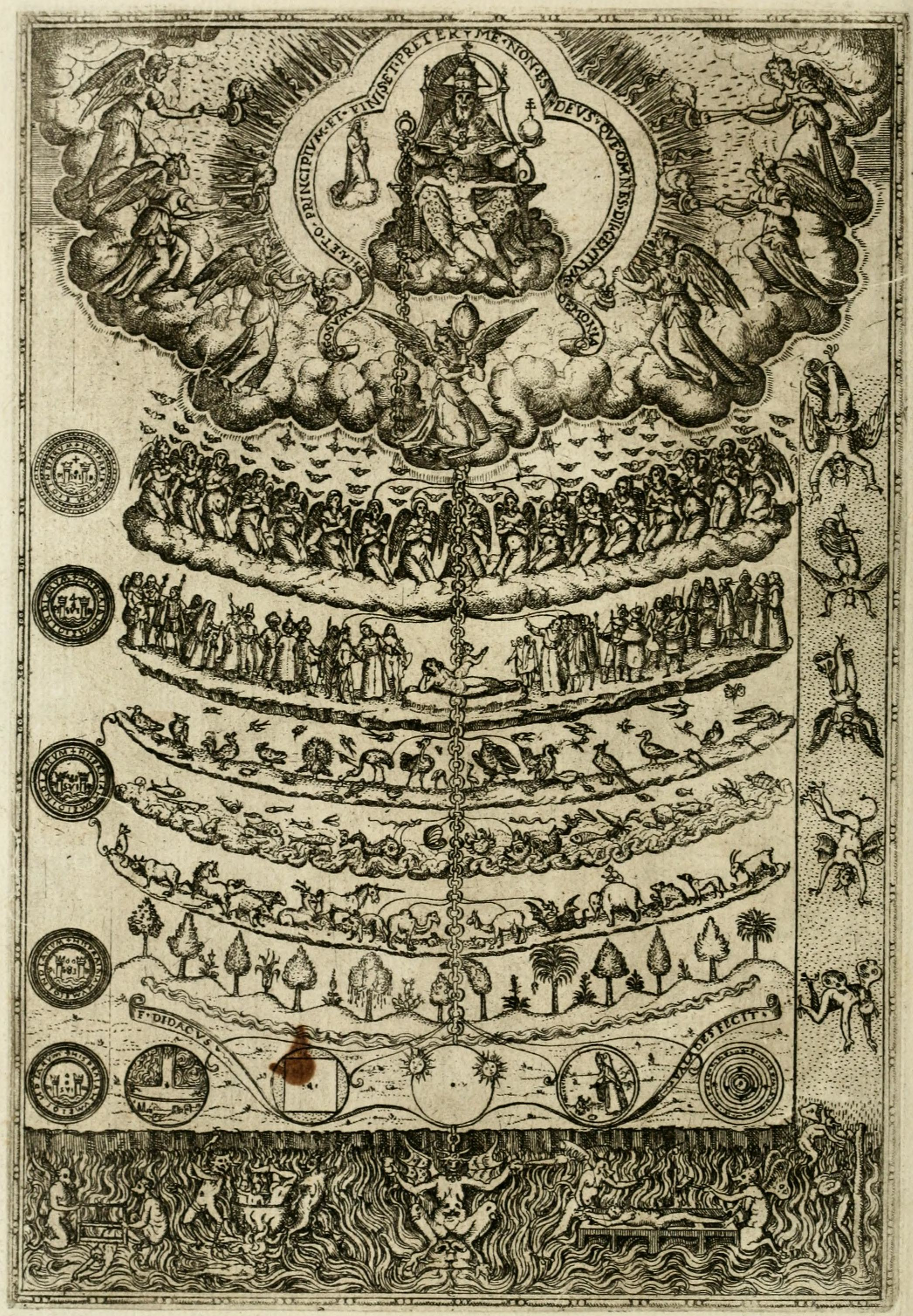
Représentation de la grande chaine de la vie issue de Rhetorica Christiana (1579) de Diego Valades

Durant le haut Moyen Âge, la pensée grecque antique est en grande partie perdue en Europe. Cependant, les contacts avec le monde islamique, où les manuscrits antiques avaient été sauvegardés mena au XIIe siècle à une vague de traductions latines. Les Européens redécouvraient ainsi les travaux de Platon et d'Aristote de même que les idées des philosophes islamiques. Les penseurs chrétiens de l'école scolastique, comme Pierre Abélard et Thomas d'Aquin concilièrent les idées antiques et les idées chrétiennes sous la forme d'un système interconnecté de créatures naturelles ou spirituelles appelée la scala naturæ ou la grande chaîne de la vie,.
Au sein de ce système, tout ce qui existe était placé suivant un ordre de complexité croissante. Dieu était au sommet de cette chaîne, puis venaient les anges, l'humanité, les animaux, les plantes, le monde minéral et enfin l'Enfer. Comme l'univers était finalement parfait, la grande chaîne était également parfaite. Il n'y avait aucun lien manquant et aucun lien n'était représenté par plus d'une espèce. Par conséquent, celles-ci ne pouvaient pas changer de position pour une autre, une roche ne pouvait pas devenir une plante tout comme un homme ne pouvait pas devenir un ange. Dans cette version christianisée de l'univers parfait de Platon, les espèces étaient immuables et fixées à tout jamais en accord avec le texte de la Genèse.
Au XVIIe siècle, le français Isaac La Peyrère prend connaissance de ces arguments à travers l'œuvre de Maïmonide. Il publie en latin en 1655 Prae-Adamitae et invente la théorie préadamite : il considère qu'il a dû y avoir deux créations, d'abord la création des Gentils, puis celle d'Adam, ancêtre des Juifs. L'opposition théologique à cette théorie est très forte et son œuvre est brûlée, en public, à Paris, en 1656.
Ce concept de grande chaîne de la vie influença grandement la pensée occidentale durant des siècles (et continue d'avoir une influence aujourd'hui). Elle forme une part de l'argument téléologique présenté par la théologie naturelle. En tant que système de classification, elle devint l'un des principes fondamentaux de la biologie aux XVIIe et XVIIIe siècles. La classification classique inventée par Linné était ainsi fondée sur une hiérarchie de complexité croissante.

## LesXVIIeetXVIIIesiècles(les Lumières)

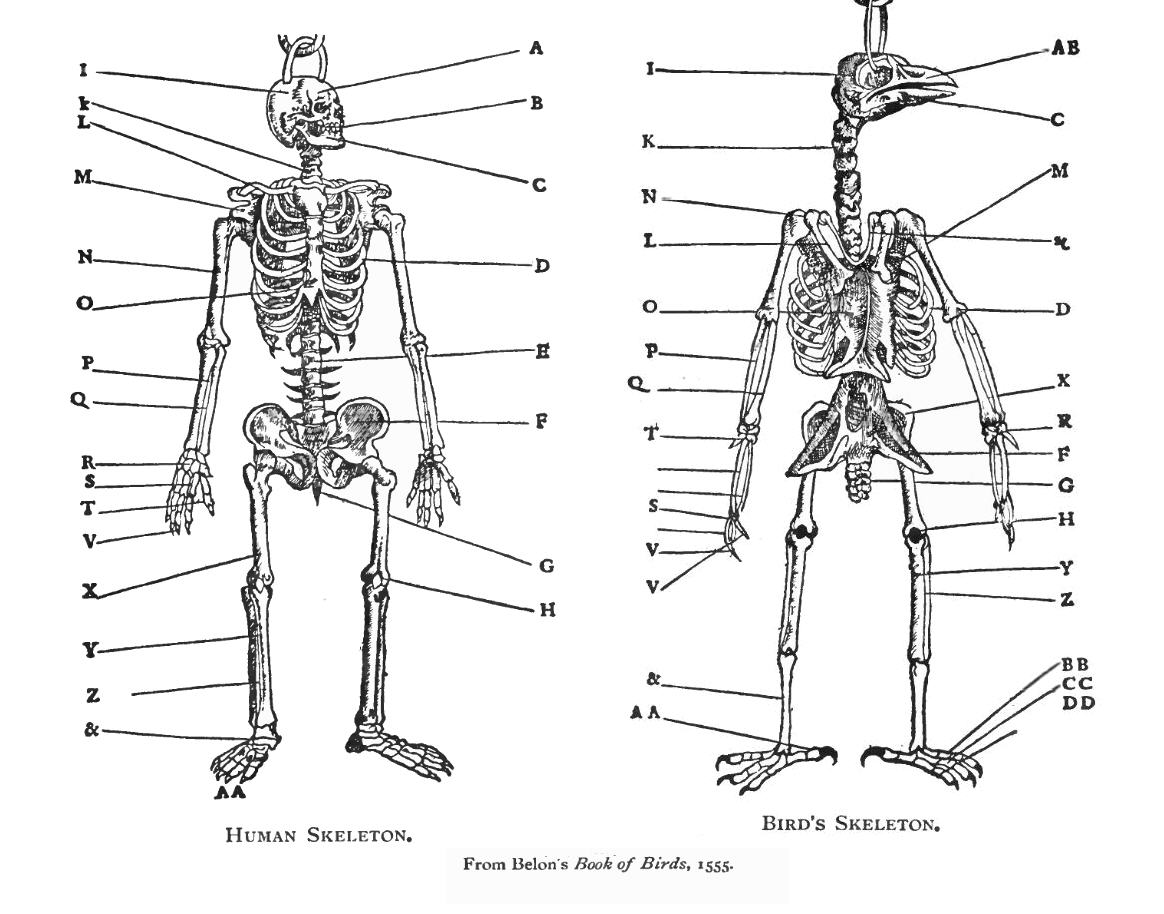
Pierre Belon compare le squelette de l'homme et de l'oiseau dans son Livre des oiseaux (1555).

Dans la première moitié du XVIIe siècle, la philosophie mécanique de René Descartes développe la métaphore d'un univers semblable à une machine, un concept qui caractérisera la révolution scientifique. Entre 1650 et 1800, certaines théories évolutionnistes soutenaient l'idée que l'univers, incluant la vie sur Terre, s'était développé de manière mécanique sans aucune intervention divine. Par contraste, la plupart des théories contemporaines comme celles de Gottfried Wilhelm Leibniz et de Johann Gottfried von Herder soutenaient que l'évolution était un processus fondamentalement spirituel. En 1751, Pierre de Maupertuis se tourna vers le matérialisme. Il écrivit que les modifications ayant lieu au cours de la reproduction s'accumulaient pour produire finalement de nouvelles races voire de nouvelles espèces, une description qui anticipait le concept de sélection naturelle.
Plus tard au XVIIIe siècle, le philosophe français Georges-Louis Buffon, l'un des naturalistes les plus influents de son époque suggéra que ce que la plupart des personnes considéraient comme des espèces étaient simplement des variétés marquées, modifiées à partir de la forme originale par des facteurs environnementaux. Il considérait par exemple que les lions, les tigres, les léopards et les chats domestiques possédaient tous un ancêtre commun. Il spécula que les 200 espèces de mammifères connus descendaient d'environ 38 formes originales. Les idées évolutionnistes de Buffon étaient limitées ; Il supposait que chacune des formes originales étaient apparues par génération spontanée. Ses travaux comme l'Histoire naturelle qui contiennent des théories bien développées sur l'origine totalement matérielle de la Terre et ses idées sur la fixité des espèces furent très influents,.
Au XVIIIe siècle, les idées fixistes sont partagées par un grand nombre de scientifiques dont fait partie Carl von Linné, le père de la taxonomie, qui met en place la nomenclature binomiale des espèces, toujours en vigueur, afin de mieux comprendre cet ordre divin. Contrairement à la scala naturæ, sa classification repose sur une hiérarchie de catégories de plus en plus précises regroupant les espèces semblables, mais Linné n'établit aucun lien de parenté entre celles-ci et effectue plutôt un lien avec leur plan de création. En s'inspirant des travaux d'anatomie de Nicolaes Tulp et surtout de Edward Tyson, Linné constate que le chimpanzé présente plus de caractères communs avec l'homme qu'avec les autres singes et amène ainsi l'homme et le chimpanzé à cohabiter pour la première fois dans l'ordre des Primates en 1758.
Entre 1767 et 1792, James Burnett (1714-1799) inclut, dans ses écrits, non seulement le concept que l'homme descendait du singe mais aussi qu'en réponse à l'environnement, les créatures avaient trouvé des méthodes pour transformer leurs caractéristiques au cours du temps. Le grand-père de Charles Darwin, Erasmus Darwin publia Temple of Nature en 1802 dans lequel il décrivait l'apparition de la vie à partir de minuscules organismes vivant dans la boue

## Début duXIXesiècle

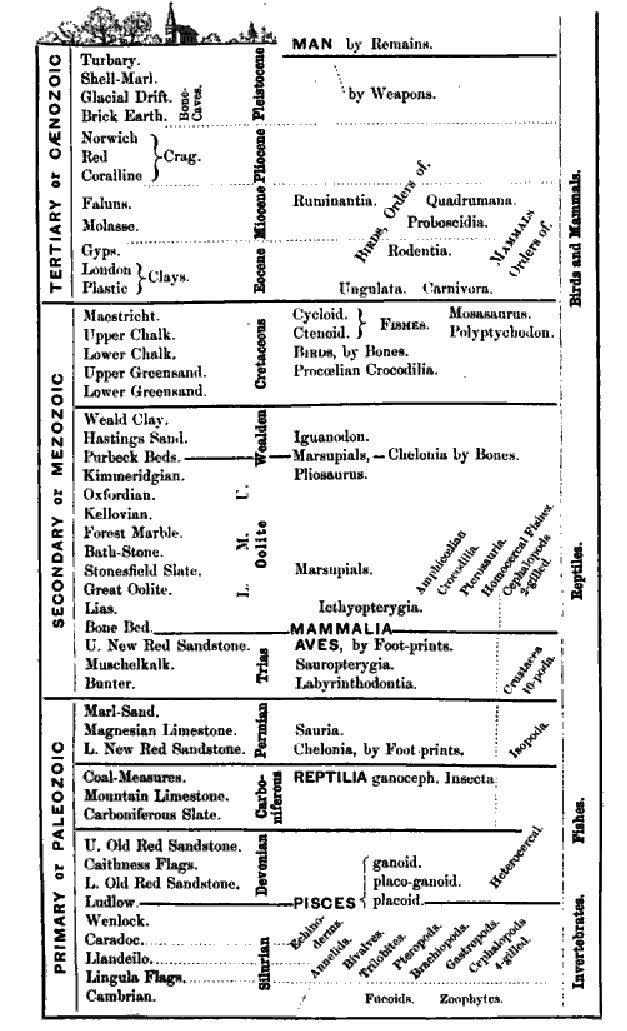
Diagramme de l'échelle des temps géologiques issu d'un ouvrage de Richard Owen de 1861 montrant l'apparition des grandes classes animales.

### Paléontologie et géologie
En 1796, Georges Cuvier publia ses découvertes sur les différences entre les éléphants vivants et les restes fossiles de leurs ancêtres. Ses analyses démontraient que les mammouths et les mastodontes étaient deux espèces différentes et ne correspondaient à aucun animal encore existant, mettant ainsi fin à un long débat sur la réalité de l'extinction des espèces. En 1788, James Hutton décrivit les lents processus géologiques successifs qui ont existé et existent encore aujourd'hui. Dans les années 1790, William Smith commença la classification temporelle des strates géologiques en analysant les fossiles dans les différentes couches tout en travaillant sur sa carte géologique de l'Angleterre. Indépendamment, en 1811, Cuvier et Alexandre Brongniart publièrent une étude influente sur l'histoire géologique de la région parisienne fondée sur l'étude des couches géologiques. Ces deux travaux aidèrent à démontrer l'ancienneté de la Terre dont l'âge est bien plus élevé que les 6 000 ans accordés à la Terre par les théologiens. Néanmoins, Hutton et Cuvier livrent deux théories contraires. Hutton soutient la théorie du gradualisme qui postule que les processus géologiques qui se sont exercés dans le passé lointain sont lents et graduels et s'exercent encore actuellement de la même façon et à la même vitesse. De son côté, Cuvier est un partisan du catastrophisme théorie selon laquelle il y aurait eu plusieurs créations entrecoupées de catastrophes planétaires et qui permet de concilier la présence de fossiles d'espèces éteintes avec les récits bibliques.
La connaissance des fossiles continua à progresser rapidement au cours des premières décennies du XIXe siècle. Dès 1840, les grandes lignes de l'échelle des temps géologiques sont connues et en 1841, John Phillips nomme trois ères majeures selon la faune dominante de l'époque : le Paléozoïque dominé par les invertébrés et les poissons, le Mésozoïque, l'âge des reptiles et le Cénozoïque avec les mammifères. Cette représentation progressive de l'histoire évolutive du vivant fut acceptée même par les géologues conservateurs comme Adam Sedgwick et William Buckland. Cependant, comme Cuvier, ils attribuèrent la progression à des épisodes successifs de catastrophes et d'extinctions suivis par de nouveaux épisodes de création. Cependant, à la différence de Cuvier, Buckland et d'autres développèrent la théologie naturelle pour établir un lien entre le dernier épisode catastrophique et le Déluge biblique,.
De 1830 à 1833, Charles Lyell publia son ouvrage en plusieurs volumes Principes de géologie qui, s'inspirant des idées de Hutton, avance l'alternative de l'uniformitarisme au catastrophisme. Lyell déclare que, plutôt que d'être les produits d'événements cataclysmiques (voire surnaturels), les caractéristiques géologiques de la Terre sont bien mieux expliquées comme étant le résultat des mêmes forces géologiques graduelles observables actuellement mais ayant lieu sur des périodes extrêmement longues. Bien que Lyell se soit opposé aux idées évolutionnistes (allant jusqu'à questionner le consensus selon lequel les fossiles montraient une réelle progression), le concept d'une Terre extrêmement vieille et façonnée par des forces travaillant graduellement sur de longues périodes influencèrent grandement les futurs penseurs de l'évolution dont Charles Darwin.

### Transformation des espèces

Diagramme issu de Vestiges of the Natural History of Creation (1844) de Robert Chambers montrant un modèle de développement dans lequel les poissons (F), les reptiles (R) et les oiseaux (B) représentent les branches sur un chemin menant aux mammifères (M).

Dans son ouvrage Telliamed paru en 1755, Benoît de Maillet a une des premières visions transformistes de l'ère moderne mais est très critiqué par certains savants et philosophes du XVIIIe siècle, qui tolèrent mal la présentation d'un travail scientifique sous forme de fable. Il constitue de plus un obstacle épistémologique, sinon idéologique, pour ces personnes qui ont du mal à reconnaître la validité du transformisme et basculent d'autant plus vers un fixisme radical.

« Il y eut, bien avant Lamarck, toute une pensée de type évolutionniste. […] Bonnet, Maupertuis, Diderot, Robinet, Benoit de Maillet ont fort clairement articulé l’idée que les  formes vivantes peuvent passer les unes dans les autres, que les espèces actuelles sont sans doute le  résultat de transformations anciennes et que tout le monde vivant se dirige peut-être vers un point futur, si bien qu’on ne pourrait assurer d’aucune forme vivante qu’elle est définitivement acquise et stabilisée pour toujours. »

— Michel Foucault, Les Mots et les Choses, ch.V, « Classer ».
Jean-Baptiste Lamarck propose dans sa Philosophie Zoologique publiée en 1809 la première théorie scientifique de la transformation des espèces. Dans cet ouvrage, complété et corrigé par l'introduction de son Histoire naturelle des animaux sans vertèbres en 1815, Lamarck tente de comprendre les êtres vivants en tant que phénomènes physiques, comme auto-organisation de fluides se cristallisant en organes et encourageant en retour la circulation des fluides. Cette démarche matérialiste et mécaniste s'oppose au vitalisme encore dominant à l'époque, et c'est dans cet esprit qu'il invente à cette occasion le terme de biologie pour désigner la science qui étudie spécifiquement les êtres vivants. Il expose dans ses ouvrages une théorie de la dynamique interne des êtres vivants qui explique à son tour l'évolution générale des espèces à l'aide de deux tendances opposées mais concomitantes :
- La complexification croissante de l'organisation des êtres vivants sous l'effet de la dynamique interne propre à leur métabolisme ;
- La diversification, ou spécialisation, des êtres vivants sous l'effet des circonstances variées auxquelles ils sont confrontés et auxquelles ils s'adaptent en modifiant leurs habitudes de manière à répondre à leurs besoins. C'est le principe de l'usage et du non-usage, qui veut qu'un organe se développe ou s'atrophie selon son degré d'utilisation.

Lamarck pense que des formes de vie les plus simples (les « infusoires ») sont continuellement créées par génération spontanée et qu'ensuite ces lignées se complexifient et se diversifient au cours du temps, ce qui explique selon lui que l'on observe des organismes de différents degrés de complexité. On lui doit une des premières formulations des relations de parenté entre les grands groupes d'organismes, notamment les invertébrés. Lamarck, d'abord partisan d'une filiation linéaire des espèces dans son ouvrage de 1809, opte ensuite, dans son ouvrage de 1815, pour un arbre phylogénétique buissonnant. Il propose ainsi la première théorie cohérente de l'évolution, le lamarckisme.
Lamarck, comme nombre de ses prédécesseurs depuis Aristote, admet la transmission des caractères acquis, mais il se contente d'admettre ce phénomène sans lui proposer de théorie explicative, contrairement à ce que fera plus tard Darwin qui proposera une théorie pour cette transmission dans son ouvrage de 1868. Cette transmission des caractères acquis sera l'un des arguments majeurs du lamarckisme ultérieur, qui relèguera au second plan la théorie de Lamarck sur la dynamique interne propre aux êtres vivants, et il influencera les débats sur l'évolution jusqu'au XXe siècle,.
Une école radicale d'anatomie comparée britannique menée par l'anatomiste Robert Grant était en liens étroits avec l'école Française Transformationnelle menée par Lamarck. L'un des scientifiques Français qui influencèrent Grant était l'anatomiste Étienne Geoffroy Saint-Hilaire dont les idées sur l'unité des différents plans d'organisations biologiques et l'homologie de certaines structures anatomiques étaient très influentes et menèrent à de vifs débats avec son collègue Cuvier. Grant devint un spécialiste de l'anatomie et de la reproduction des invertébrés marins. Il développa les idées de Lamarck et d'Erasmus Darwin de transformisme et d'évolutionnisme et proposa que les plantes et les animaux avaient une origine commune. Un jeune étudiant nommé Charles Darwin rejoignit Grant et l'aida dans ses recherches sur le cycle de vie des animaux marins. En 1826, un article anonyme, probablement écrit par Robert Jameson félicita Lamarck pour avoir expliqué comment les espèces les plus complexes avaient « évolué » à partir des vers les plus simples ; il s'agit de la première utilisation du mot « évolué » au sens moderne,.
En 1844, le journaliste écossais Robert Chambers publia de manière anonyme un ouvrage extrêmement controversé mais qui connut un grand succès intitulé Vestiges of the Natural History of Creation. Ce livre proposait un scénario évolutionniste pour les origines du système solaire et de la vie sur Terre. Il proposa que les fossiles montraient l'ascension progressive des animaux avec les espèces actuelles sur les branches d'une ligne principale menant à l'homme. Il avançait de manière implicite que les transformations menaient au déploiement d'un plan prédéfini gravé dans les lois qui gouvernent l'univers. En ce sens, il était moins matérialiste que le radical Grant mais son insinuation selon laquelle les humains n'étaient que le dernier pas de l'ascension de la vie animale révolta de nombreux conservateurs. L'importance du débat public sur les Vestiges avec sa représentation de l'évolution comme un processus graduel influencera grandement la perception de la théorie de Darwin une décennie plus tard,.
Les idées sur la transformation des espèces étaient associées avec le matérialisme radical des Lumières et furent attaquées par les conservateurs. Cuvier attaqua les idées de Lamarck et de Saint-Hilaire car il considérait que les différentes parties d'un animal étaient trop imbriquées pour autoriser la modification d'une seule d'entre elles. Il nota également que les représentations des animaux et les momies animales de l'Égypte antique, âgées de plusieurs milliers d'années, ne montraient aucun signe de changement par rapport aux animaux actuels. La puissance des arguments de Cuvier et sa réputation aidèrent à contenir les idées transformistes à l'écart durant des décennies.

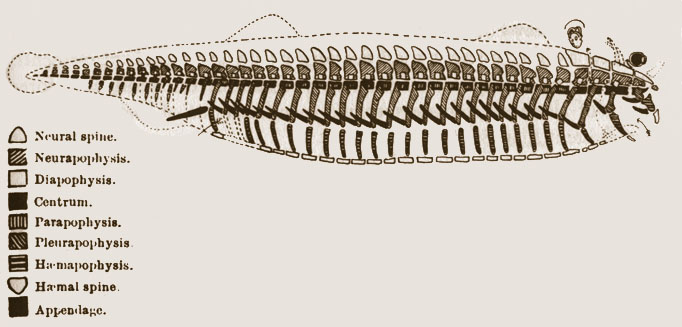
Ce diagramme de 1847 de Richard Owen montre sa représentation de l'archétype de tous les vertébrés.

En Grande-Bretagne, la théologie naturelle reste influente. Le livre de William Paley de 1802, Théologie naturelle et sa fameuse analogie de l'horloger fut une réponse aux idées transformistes d'Erasmus Darwin. Les géologues influencés par la théologie naturelle comme Buckland et Sedgwick lancèrent de virulentes attaques sur les idées de Lamarck, de Grant et sur The Vestiges of the Natural History of Creation,. Les idéalistes comme Louis Agassiz et initialement Richard Owen considéraient que chaque espèce était fixe et immuable car cela représentait l'idée du Créateur. Ils pensaient que les relations entre les espèces pouvaient être découvertes à partir des schémas de développement de l'embryologie de même que par l'étude des fossiles mais ces schémas représentaient le schéma de la pensée divine devant amener à l'humanité. Owen développa l'idée d'« archétypes » dans l'esprit divin qui produiraient une séquence d'espèces liées par des homologies anatomiques comme les membres des vertébrés. Il mena également une campagne publique qui marginalisa Grant au sein de la communauté scientifique. Darwin fera un bon usage des homologies analysées par Owen mais le dur traitement réservé à Grant et la controverse autour des Vestiges lui montra le besoin de placer ses propres idées sur des fondements scientifiques solides,,.

### Anticipation de la sélection naturelle
De nombreux auteurs anticipèrent certains aspects de la théorie de Darwin et dans la troisième édition de L'Origine des espèces publiée en 1861, Darwin en nomme quelques-uns dans son chapitre d'introduction ajouté à la troisième édition de son ouvrage.
En 1813, William Charles Wells lut devant la Royal Society un essai supposant qu'il y avait eu une évolution de l'homme et reconnaissait le principe de sélection naturelle. Charles Darwin et Alfred Russel Wallace ne connaissaient pas ce travail lorsqu'ils publièrent leur théorie en 1858 mais Darwin reconnut par la suite que Wells avait reconnu ce principe avant eux mais qu'il « ne l'avait appliqué qu'aux différentes races humaines et seulement à quelques caractères (couleur de la peau) ». Darwin fut également influencé par le « système naturel » d'Augustin-Pyramus de Candolle qui s'appuyait sur une guerre entre des espèces concurrentes,.
Dans son obscur ouvrage Naval Timber et Arboriculture (1831), Patrick Matthew (en) écrivit un bref passage sur ce qui pourrait s'apparenter à la sélection naturelle. Darwin reconnaîtra l'existence de travail dans l'appendice de la troisième édition de son ouvrage et écrira « Malheureusement la vision donnée par M. Matthew était très brève dans l'appendice d'un ouvrage traitant d'un sujet différent... Il vit cependant clairement la force du principe de sélection naturelle. ».
Il est ainsi possible de remonter l'histoire de la biologie jusqu'à la Grèce antique et de découvrir une multitude d'anticipations des idées principales de Darwin. Cependant l'historien des sciences Peter Bowler déclara : « À travers une combinaison d'idées audacieuses théorisées et appuyées scientifiquement, Darwin livra un concept d'évolution unique pour l'époque ». Bowler poursuivit en avançant que la simple priorité n'est pas suffisante pour s'assurer une place dans l'histoire des sciences ; Il faut développer son idée et convaincre les autres de son importance pour avoir un véritable impact.

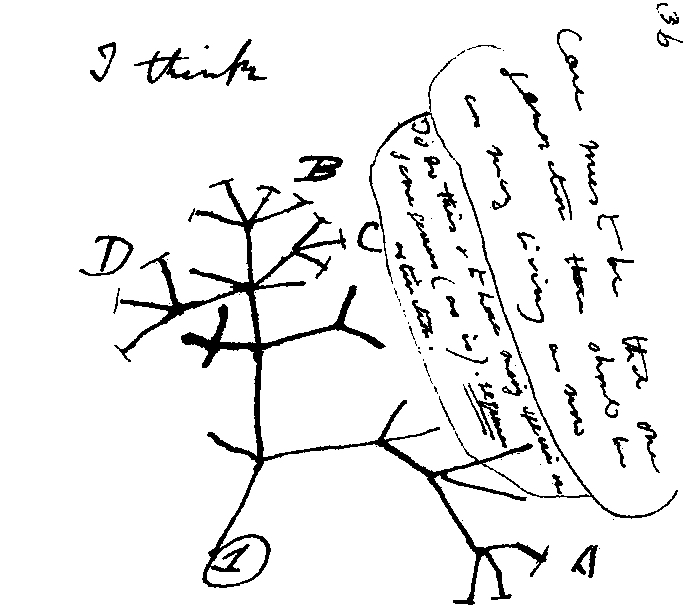
Premier schéma d'un arbre phylogénétique de Darwin tiré de son First Notebook on Transmutation of Species (1837)

### La sélection naturelle
Les schémas biogéographiques que Darwin observa aux Îles Galápagos lors du Second voyage du HMS Beagle le firent douter de la fixité des espèces et en 1837, il entama la rédaction d'une série de carnets secrets sur le transformisme. Les observations de Darwin le menèrent à avoir une vision de la transformation des espèces sous la forme d'un processus de divergence et de ramifications plutôt que sous la forme d'une échelle linéaire. En 1838, il lut la sixième édition de l'Essai sur le principe de population écrit au XVIIIe siècle par Thomas Robert Malthus. L'idée de Malthus selon laquelle l'accroissement de la population menait à une lutte pour la survie et la connaissance de Darwin sur la manière dont les éleveurs sélectionnaient les caractéristiques sont à l'origine de l'idée de sélection naturelle chez Darwin. Ce dernier ne publia pas ses idées sur l'évolution durant 20 ans. Cependant, il les partagea avec quelques autres naturalistes et amis dont Joseph Hooker. Durant cette période, il mit à profit son temps libre pour affiner ses idées et amasser les preuves de sa théorie pour éviter la controverse que traversait le transformisme. En septembre 1854, il commença à se consacrer à plein temps à la rédaction de son ouvrage sur la sélection naturelle,,.
À la différence de Darwin, Alfred Russel Wallace, influencé par le livre Vestiges of the Natural History of Creation suspectait déjà la réalité de la transformation des espèces lorsqu'il commença sa carrière de naturaliste. Ses observations biogéographiques durant son travail sur le terrain en Amérique du Sud et en Insulinde le poussèrent à développer des idées similaires à celles de Darwin. En 1858, Wallace ignorant les travaux non publiés de Darwin écrivit ses idées et les envoya à Darwin pour lui demander son avis. Le résultat fut la publication conjointe de On the Tendency of Species to form Varieties. Darwin condensa ses travaux dans une théorie qu'il publia en 1859 sous le nom de L'Origine des espèces.

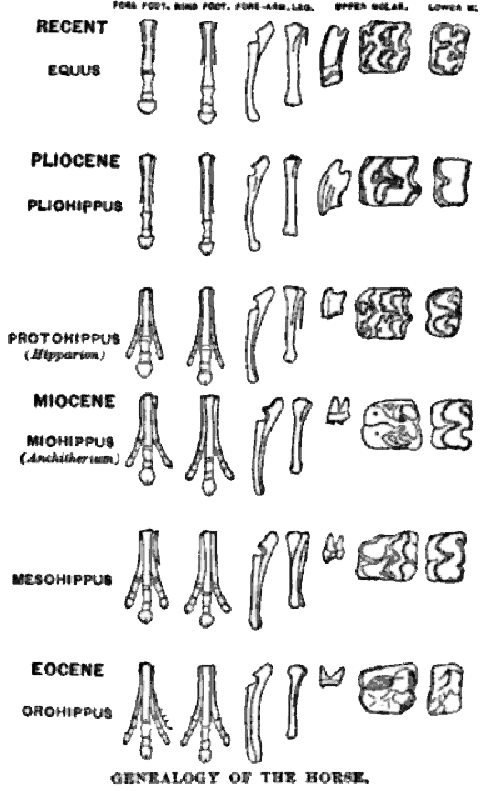
Diagramme de Othniel Charles Marsh sur l'évolution des sabots et des dents des chevaux au cours du temps et reproduit dans le livre de Thomas Henry Huxley Professor Huxley in America (1876)

## 1859–1930: Darwin et son héritage
Dès 1850, la question de savoir si les espèces évoluaient était au cœur de vifs débats avec de brillants scientifiques argumentant de chaque côté du problème. Cependant, la publication de L'Origine des espèces de Charles Darwin en 1859 transforma radicalement les débats sur le sujet. Darwin avançait que sa version broussailleuse de l'évolution expliquait un grand nombre de faits en biogéographie, en anatomie, en embryologie et dans les autres domaines de la biologie. Il apporta également le mécanisme convaincant pour expliquer l'évolution : la sélection naturelle.
L'un des premiers et des plus importants naturalistes à avoir été convaincu par L'Origine des espèces fut l'anatomiste Britannique Thomas Henry Huxley. Huxley n'était pas complètement convaincu que la sélection naturelle était le mécanisme clé de l'évolution, cependant Darwin, à la différence de Lamarck et des idées des Vestiges ne faisait pas appel à une intervention surnaturelle. Huxley fonda le X Club pour réformer et professionnaliser la science en remplaçant la théologie naturelle par le naturalisme et en mettant fin à la domination du clergé sur la science britannique. Dans sa campagne pour faire accepter la théorie de Darwin, Huxley fit un usage intensif des nouvelles preuves fournies par la paléontologie. Celles-ci incluaient des preuves de l'évolution des oiseaux à partir des reptiles comme l'Archaeopteryx  en Europe et un grand nombre de fossiles d'oiseaux primitifs avec des dents en Amérique du Nord. Une autre série de preuves était celle montrant l'évolution des équidés à partir de leurs petits ancêtres à cinq doigts. Cependant, l'acceptation de cette théorie fut lente en particulier dans les pays non-anglophones comme la France ou les pays d'Amérique latine. Une exception fut l'Allemagne où August Weismann et Ernst Haeckel devinrent de fervents supporters. Haeckel utilisa l'évolution pour contrecarrer la tradition de l'idéalisme métaphysique en Allemagne tout comme Huxley luttait contre la théologie naturelle. Haeckel et d'autres scientifiques allemands prirent la tête d'un mouvement ambitieux pour réécrire l'histoire de la vie à l'aide de la morphologie et de l'embryologie.
La théorie de Darwin bouleversa profondément l'opinion scientifique concernant le développement de la vie et entraîna une petite révolution philosophique. Cependant, cette théorie ne pouvait pas expliquer plusieurs parties critiques du processus évolutionniste. En particulier, Darwin était incapable d'expliquer l'origine des variations de caractères au sein d'une espèce et ne parvenait pas à identifier un mécanisme capable de transmettre fidèlement les caractères d'une génération à une autre.
Le philosophe de la biologie Richard C. Lewontin qualifie le darwinisme de « capitalisme concurrentiel biologique », considérant que cette théorie reflétait les idées de l'époque victorienne au Royaume-Uni, au moment où s'opérait la transition d'une économie agraire à une économie industrielle capitaliste, si bien que les concepts de survie du plus apte et de progrès entraîné par la compétition furent utilisés à la fin du XIXe siècle pour justifier un capitalisme sans frein.
Contrairement à ce que l'on croit souvent, Darwin n'y remet pas en cause l'idée d'une transmission des caractères acquis, citant même dans L'Origine des espèces les « effets cumulatifs du dressage » sur une lignée de chiens pointers. Darwin propose d'ailleurs un modèle pour la transmission des caractères acquis sous le nom « d’hypothèse de la pangenèse » dans Les variations des animaux et des plantes sous l’effet de la domestication (1868). Son modèle ressemble à celui qu’avait proposé Maupertuis dans sa Vénus physique (1745) et son Système de la Nature, hormis l’utilisation de la récente théorie cellulaire ; sans reconnaître pour autant l’origine de ses idées. Ces hypothèses se révélèrent utiles pour les modèles statistiques de l'évolution développés par son cousin Francis Galton et l'école « biométrique » de la pensée évolutionniste qui développera à partir de la fin du XIXe siècle les doctrines eugénistes. Cependant, cette idée se révéla de peu d'utilité pour les autres branches de la biologie.

### Application à l'homme

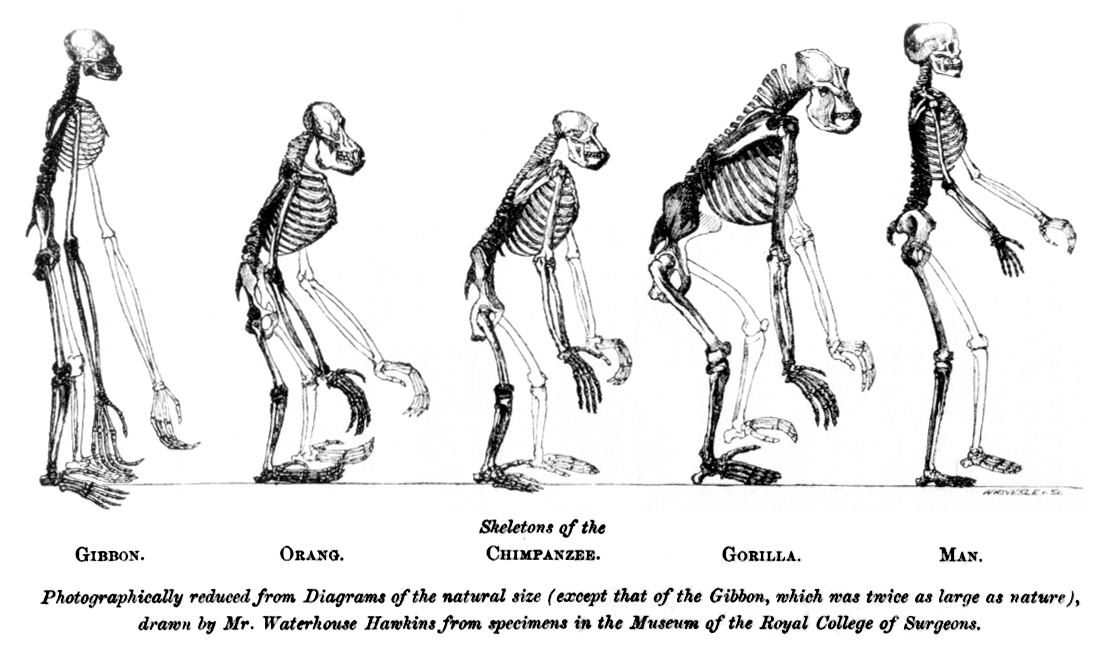
Cette illustration était la frontispice du livre de Thomas Henry Huxley Evidence as to Man's Place in Nature (1863).

Au XVIIIe siècle, Carl von Linné avait regroupé les hommes et les singes au sein de l'ordre des primates dans son système novateur de classification biologique. Lamarck, au début du XIXe siècle avait fait descendre l'homme des primates, plus exactement des « quadrumanes », dans sa Philosophie zoologique (1809). Ni l'un ni l'autre n'avaient été inquiétés en leur temps.
Darwin était conscient de la réaction de certains secteurs de la société à propos de la suggestion faite dans les Vestiges of the Natural History of Creation que les humains étaient issus des animaux par un processus de transformation. Par conséquent, il retira les chapitres concernant l'évolution de l'homme dans L'Origine des espèces. Malgré cela, la question devint prédominante dans les débats qui suivirent la publication de l'ouvrage. Pour la majorité de la communauté scientifique du début du XIXe siècle, la Terre et la vie étaient très anciennes mais l'homme n'était apparu que très récemment dans l'histoire de la Terre, tout au plus quelques milliers d'années. Cependant, la découverte, dans les années 1840-1850 d'outils de pierre aux côtés d'espèces disparues remit en cause cette conviction. En 1863, Charles Lyell publia Geological Evidences of the Antiquity of Man qui démontrait que l'homme avait existé au cours de la Préhistoire. Cette vision de l'histoire humaine était plus compatible avec la théorie de l'évolution que la précédente mais il manquait encore les preuves fossiles d'une telle évolution. Jusqu'à la découverte de l'Homme de Java en 1890, les seuls restes fossiles étaient soit ceux d'hommes modernes soit ceux de Néandertaliens dont les caractéristiques physiques, en particulier celles du crâne, étaient trop proches de celles des hommes modernes pour être des intermédiaires crédibles entre les hommes et les autres primates.
Par conséquent le débat qui suivit immédiatement la publication de L'Origine des espèces se concentra sur les similarités et les différences entre les humains et les singes. Richard Owen défendit vigoureusement la classification proposée par Cuvier et Johann Friedrich Blumenbach qui plaçait l'homme dans un ordre séparé de celui des autres mammifères. Cette vision était devenue la norme au début du XIXe siècle. De l'autre côté, Huxley cherchait à démontrer les relations anatomiques entre les humains et les singes. Au cours d'un fameux incident, Huxley montra qu'Owen avait fait une erreur en avançant que le cerveau des gorilles ne possédait pas une structure présente dans le cerveau humain. Huxley résuma ses idées dans son livre Evidence as to Man's Place in Nature paru en 1863. Un autre point de vue fut défendu par Charles Lyell et Alfred Russel Wallace qui, s'ils acceptaient l'ascendance simiesque de l'homme, se demandaient si des processus purement matérialistes pouvaient expliquer les différences entre les hommes et les singes, en particulier au niveau de l'esprit humain.
En 1871, Darwin publia La Filiation de l'homme et la sélection liée au sexe qui contenait ses visions de l'évolution humaine. Darwin avançait que les différences entre l'homme et le singe étaient expliquées par une combinaison de pressions sélectives qui poussa nos ancêtres à quitter les arbres pour les plaines et par la sélection sexuelle. Le débat sur les origines de l'homme et sur sa place au sein du règne animal se poursuivit jusqu'au XXe siècle.

### Alternatives à la sélection naturelle

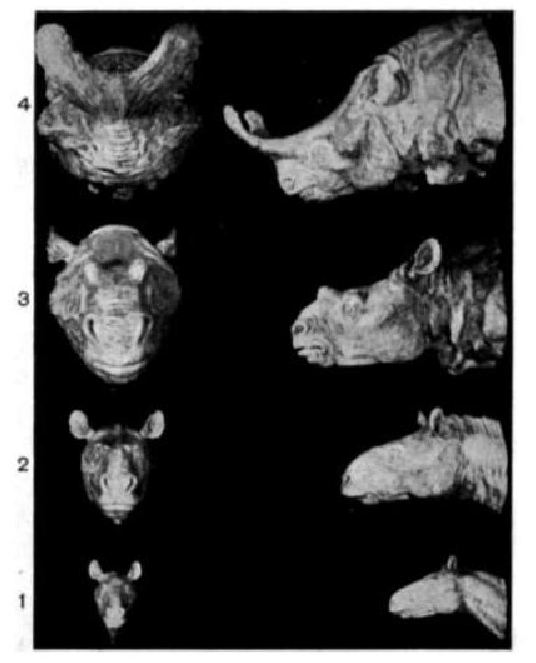
Cette photographie du livre d'Henry Fairfield Osborn de 1918 Origin and Evolution of Life montre des modèles représentant l'évolution des cornes des Brontotheriidae au cours du temps, ce que Osborn présentait comme une preuve de l'orthogenèse dans l'évolution.

Le concept d'évolution fut largement accepté par la communauté scientifique dans les années qui suivirent la publication de L'Origine des espèces, mais l'acceptation de la sélection naturelle fut beaucoup plus lente. Les quatre alternatives majeures à la sélection naturelle à la fin du XIXe siècle étaient l'évolution créationniste, le néo-lamarckisme, l'orthogenèse et le saltationnisme. L'évolution créationniste (un terme promu par l'un des plus fervents partisans américains de Darwin, Asa Gray) supposait que Dieu intervenait dans le processus évolutif pour la guider dans le bon sens. Cependant, cette idée tomba rapidement en désuétude avec la montée en puissance du naturalisme pour qui une intervention surnaturelle était scientifiquement improductive. À partir du XXe siècle, l'évolution créationniste avait largement disparu du débat scientifique même si elle conservait un fort soutien populaire,.
À la fin du XIXe siècle, le terme de néo-lamarckisme devint associé avec la position de naturalistes qui voyaient dans la transmission des caractères acquis le plus important moteur de l'évolution. Les partisans de cette théorie incluaient l'auteur britannique et opposant de Darwin, Samuel Butler, le biologiste allemand Ernst Haeckel et le paléontologue américain Edward Drinker Cope. Ils considéraient le Lamarckisme comme philosophiquement supérieur à la sélection naturelle de Darwin agissant au hasard. Cope chercha et trouva des preuves de progression linéaire au sein des enregistrements fossiles. La transmission des caractères acquis joue un rôle important dans la théorie de la récapitulation d'Haeckel selon laquelle le développement de l'embryon répétait son histoire évolutive,. Les critiques du Lamarckisme comme le biologiste allemand August Weismann et Alfred Russel Wallace firent remarquer que personne n'avait encore produit de preuves solides de la transmission des caractères acquis. En dépit de ces critiques, le néo-Lamarckisme resta l'alternative la plus populaire à la sélection naturelle jusqu'au XXe siècle,.
L'orthogenèse faisait l'hypothèse que la vie possède une tendance innée au changement vers la plus grande perfection possible. Elle reçût un grand soutien au cours du XIXe siècle et comptait parmi ses partisans le biologiste russe Leo Berg et le paléontologue américain Henry Fairfield Osborn. Le saltationnisme était l'idée que les nouvelles espèces étaient issues de larges mutations chez les individus. Il était vu comme une alternative rapide aux petites mutations de la sélection naturelle et avait le soutien des premiers généticiens comme William Bateson, Hugo de Vries ou Thomas Hunt Morgan. Cette théorie devint le fondement de la théorie des mutations au sein de l'évolution,.

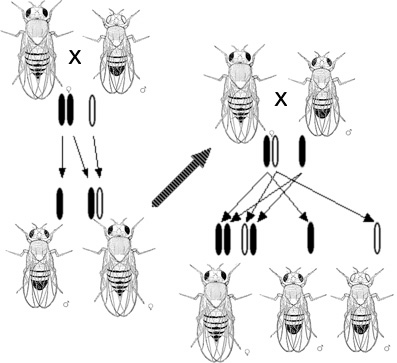
Diagramme tiré du livre de Thomas Hunt Morgan The Physical Basis of Heredity de 1919, montrant la transmission liée au sexe du caractère « yeux blancs » chez Drosophila melanogaster.

### Génétique mendélienne, biostatistique et mutations
La redécouverte des travaux de Gregor Mendel sur les lois de l'hérédité en 1900 déclencha un violent débat entre deux camps de biologistes. Dans l'un se trouvaient les « mendéliens » menés par William Bateson (qui inventa le mot génétique) et Hugo de Vries (qui inventa le mot mutation) se concentraient sur les modifications discrètes introduites par les lois de l'hérédité. Leurs opposants étaient les « biostatisticiens » menés par Karl Pearson, Walter Frank Raphael Weldon qui menaient des études statistiques sur les populations animales. Ces derniers rejetaient l'idée que des unités discrètes de l'hérédité comme les gènes pouvaient expliquer la grande variation des caractères au sein d'une population.
Lorsque Thomas Hunt Morgan commença ses expériences de croisement des mouches du vinaigre Drosophila melanogaster, il était un saltationniste qui entendait démontrer que de nouvelles espèces pouvaient être créées en laboratoire uniquement à l'aide de mutations. Au lieu de cela, ses travaux menés de 1910 à 1915 confirmèrent les résultats de la génétique mendélienne et apportèrent des preuves solides à l'hérédité par les chromosomes. Ses recherches montrèrent également que la plupart des mutations n'avaient qu'un effet limité, comme modifier la couleur des yeux, et ne permettaient pas de créer de nouvelles espèces d'un seul coup. Elles permettaient en revanche d'accroître la diversité au sein d'une population existante.

## 1920–1940: La théorie synthétique de l'évolution

### La génétique des populations
Les « mendéliens » et les biostatisticiens furent finalement réconciliés par le développement de la génétique des populations. Un pas important fut le travail du biologiste et statisticien Ronald Aylmer Fisher. Dans une série d'articles publiés en 1918 et dans son ouvrage fondateur de 1930, The Genetical Theory of Natural Selection, Fisher montre que les variations continues mesurées par les biostatisticiens pouvaient être expliquées par l'action combinée de nombreux gènes et que la sélection naturelle pouvait changer la fréquence allélique au sein d'une population, entraînant ainsi le processus d'évolution. Dans une série d'articles publiés à partir de 1924, un autre généticien Britannique John Burdon Sanderson Haldane appliqua les statistiques à des exemples réels de sélection naturelle. Il étudia en particulier la phalène du bouleau dont les individus vivant à proximité des villes industrielles de Grande-Bretagne étaient en grande majorité noirs, ce qu'il imputa à la pollution de l'environnement due à la combustion du charbon. Les individus noirs étaient ainsi moins visibles aux yeux des prédateurs que leurs congénères de couleur claire. Cette étude montra également que la sélection naturelle se faisaient bien plus vite que ce que supposait Fisher,.
Le biologiste américain Sewall Wright, qui avait une expérience dans les croisements animaux, s'intéressa aux interactions entre les gènes et sur les effets de croisements consanguins au sein de petites populations isolées, ce qui le mena à la théorie de la dérive génétique. En 1932, Wright introduisit le concept de paysage adaptatif et avança que la dérive génétique et la consanguinité pouvaient conduire une petite population isolée à l'écart d'un pic adaptatif permettant à la sélection naturelle de la déplacer vers un autre pic adaptatif (cf. shifting balance theory). Les travaux de Fisher, Haldane et Wright fondèrent la discipline de la génétique des populations. Celle-ci intégrait la sélection naturelle à la génétique mendélienne permettant ainsi de développer une théorie unique de l'évolution,.

### La théorie synthétique de l'évolution
Dans les premières décennies du XXe siècle, la plupart des naturalistes continuaient de croire que le Lamarckisme et l'orthogenèse étaient les meilleurs explications à la complexité du monde mais le développement de la génétique rendit cette position intenable. Theodosius Dobjansky (1900-1975), un post-doctorant travaillant dans le laboratoire de T. H. Morgan avait été influencé par les travaux sur la diversité génétique menée par le généticien russe Sergei Chetverikov. Il aida à combler le fossé séparant la microévolution développée par les généticiens des populations et la macroévolution observée par les biologistes sur le terrain avec son ouvrage Genetics and the Origin of Species paru en 1937. Il étudia la diversité génétique des populations sauvages et montra que, contrairement aux suppositions des généticiens des populations, ces populations présentaient une grande variété génétique avec des différences marquées entre sous-espèces. Le livre retranscrit également les lourds travaux mathématiques des généticiens en un langage plus facilement compréhensible. En Grande-Bretagne, Edmund Brisco Ford, le pionnier de la génétique environnementale continua tout au long des années 1930-1940 à démontrer la puissance de la sélection naturelle du fait de facteurs écologiques incluant le maintien de la diversité génétique grâce au polymorphisme comme les groupes sanguins chez l'homme,,,.
Le biologiste Ernst Mayr fut influencé par les travaux du biologiste allemand Bernhard Rensch montrant l'influence de facteurs environnementaux locaux sur la distribution géographique des sous-espèces et des espèces proches. Mayr suivit les travaux de Dobzhansky dont son livre de 1942 Systematics and the Origin of Species mettant l'accent sur le rôle de la vicariance dans l'apparition de nouvelles espèces. Mayr formalisa également le terme d'espèces comme « des groupes de populations naturelles, effectivement ou potentiellement interfécondes, qui sont génétiquement isolées d’autres groupes similaires »,,.
Dans son livre de 1944, Tempo and Mode in Evolution, George Gaylord Simpson montra que les enregistrements fossiles étaient cohérents avec le schéma aléatoire et irrégulier prédit par la théorie synthétique de l'évolution alors en plein développement et que les lignées linéaires qui démontraient la réalité du Lamarckisme et de l'orthogenèse n'étaient que des illusions. En 1950, George Ledyard Stebbins publia Variation and Evolution in Plants qui permit d'intégrer la botanique à la théorie synthétique. L'émergence d'un consensus interdisciplinaire sur les travaux de l'évolution sera nommée la théorie synthétique de l'évolution d'après le livre de Julian Huxley (petit-fils de Thomas Henry Huxley) Evolution: The Modern Synthesis,.
La théorie synthétique de l'évolution fournissait un cadre solide permettant de rassembler la théorie darwinienne à la génétique mendélienne. Elle aida à assoir la légitimité de la biologie de l'évolution. La synthèse entraîna également une contraction importante de la pensée évolutionniste (ce que Stephen Jay Gould appela le « durcissement de la synthèse »). À partir des années 1950, la sélection naturelle devenait le seul mécanisme acceptable pour expliquer les changements évolutifs et la macroévolution était simplement considérée comme le résultat de la microévolution,.

## 1940–1960: la biologie moléculaire
Le milieu du XXe siècle vit la montée en puissance de la biologie moléculaire et avec elle la compréhension de la nature des gènes en tant que séquences d'ADN et leurs relations à travers le code génétique jusqu'à la fabrication des protéines. Au même moment, l'amélioration des techniques d'analyse des protéines comme l'électrophorèse et le séquençage amenèrent les processus biochimiques dans la théorie synthétique de l'évolution. Au début des années 1960, les biochimistes Linus Pauling (1901-1994) et Émile Zuckerkandl (1922-2013) proposèrent l'hypothèse de l'horloge biologique qui stipulait que les mutations génétiques s'accumulent à un rythme constant au cours du temps, permettant ainsi de calculer le moment auquel deux espèces ont divergé. À partir de 1969, Motoo Kimura et d'autres proposèrent un fondement théorique pour l'horloge biologique, avançant que, au niveau moléculaire au moins, la plupart des mutations génétiques n'entraînent ni un avantage ni un handicap et que la dérive génétique (plus que la sélection naturelle) entraînent la plus grande partie des changements génétiques : La théorie neutraliste de l'évolution. Dès le début des années 1960, la biologie moléculaire était vue comme une menace pour le cœur traditionnel de la biologie évolutionniste. Les architectes de la théorie synthétique de l'évolution étaient très sceptiques envers l'approche moléculaire en particulier lorsqu'elle se connectait à la sélection naturelle.

## Fin duXXesiècle

### Une vision centrée sur le gène
Au milieu des années 1960, George C. Williams critiqua fortement les explications de l'adaptation, fondées sur le terme de « survie de l'espèce » (argument de la sélection de groupe). Cette vision fut largement remplacée par la théorie du gène égoïste, incarnée par la sélection de parentèle promue par William Donald Hamilton, George R. Price et John Maynard Smith. Cette théorie sera résumée et popularisée par le livre Le Gène égoïste (The selfish gene) de Richard Dawkins.
En 1973, Leigh Van Valen propose le terme de « reine rouge » tiré du livre De l'autre côté du miroir de Lewis Carroll pour décrire la situation de « course aux armements » évolutive menée par les espèces qui doivent constamment évoluer simplement pour suivre le rythme imposé par les espèces avec lesquelles elles sont en coévolution. Hamilton, Williams et d'autres suggérèrent que cette idée pouvait expliquer l'évolution de la reproduction sexuée : L'accroissement de la diversité génétique permise par le sexe permet de maintenir une résistance contre les espèces concurrentes, les parasites et les facteurs environnementaux en dépit du coût très élevé d'un tel mode de reproduction,. La théorie du gène égoïste remit au goût du jour la vieille idée darwinienne de sélection sexuelle. La théorie du handicap développée par Amotz Zahavi en 1975 permit d'expliquer certaines lacunes de la théorie darwinienne dans le domaine du dimorphisme sexuel comme la taille de la queue du paon que Darwin appelait son cauchemar.

### Sociobiologie et psychologie évolutionniste
Les travaux de Hamilton sur la sélection de parentèle contribuèrent à l'émergence de la discipline de la sociobiologie. L'existence de comportements altruistes avait toujours été un problème pour les théoriciens de l'évolution. Un progrès significatif fut réalisé en 1964 lorsque Hamilton formula l'équation qui porte son nom qui montre comment l'eusocialité chez les insectes (l'existence d'une classe ouvrière stérile) et d'autres comportements altruistes ont pu apparaître à travers la sélection de parentèle. D'autres théories suivirent, issues de la théorie des jeux, comme l'altruisme réciproque. En 1975, Edward Osborne Wilson publia un ouvrage influent et controversé Sociobiology: The New Synthesis qui avançait que la théorie de l'évolution pouvait expliquer la quasi-totalité des comportements animaux, dont ceux des humains. Les critiques de la sociobiologie dont Stephen Jay Gould et Richard Lewontin ont opposé que la sociobiologie exagérait grandement le rôle joué par des facteurs génétiques sur le comportement humain. John Tooby et Leda Cosmides (Center for Evolutionary Psychology, UCSB) ont répliqué de leur côté que les écrits de Gould sont représentatifs de son habituelle et spectaculaire distorsion de la biologie de l'évolution. L'analyse détaillée de la situation exposée par Tooby et Cosmides dans la lettre adressée à l'éditeur du The New York Review of Books à propos des ouvrages de Gould Darwinian Fundamentalism (June 12, 1997) et Evolution: The Pleasures of Pluralism (June 26, 1997) met en avant l'absence dans les écrits de Gould de toute prise en considération des théories modernes, distinctions et outils issus d'un vaste ensemble de publications depuis les travaux de Hamilton, donnant au biologiste éduqué l'impression de lire quelqu'un qui a quitté la « salle de classe » depuis une trentaine d'années.
Les travaux en sociobiologie et en psychologie évolutionniste se poursuivent,.
Les psychologues évolutionnistes étudient les mécanismes psychologiques en tentant d’identifier les problèmes adaptatifs que ces mécanismes permettent de résoudre.

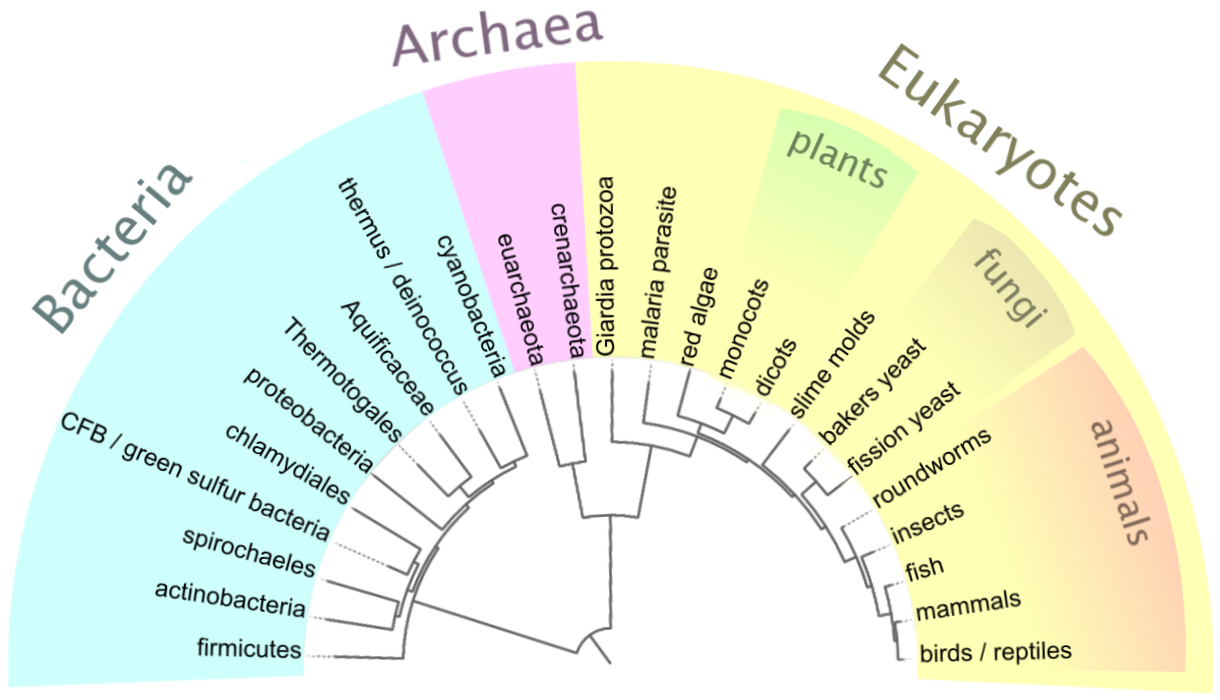
Arbre phylogénétique montrant la divergence des espèces modernes à partir de leur ancêtre commun au centre. Les trois domaines de la vie sont représentés : Les bactéries, les archées et les eucaryotes.

### Chemins évolutifs
Un important débat émergea au cours des années 1970 sur la théorie des équilibres ponctués. Selon ses auteurs, Niles Eldredge et Stephen Jay Gould, les espèces restaient inchangées durant de longues périodes (ce qu'ils appelaient des « stases ») et connaissaient de brèves périodes de changements très rapides durant la spéciation,. Cette théorie remettait au goût du jour l'idée de monstres prometteurs imaginés par Richard Goldschmidt dans les années 1930 mais qui fut ridiculisée à l'époque. L'amélioration des techniques de séquençage permit un accroissement du nombre de génomes séquencés, permettant ainsi de tester et d'affiner les théories de l'évolution à l'aide de cette énorme base de données. Les analyses des génomes permirent des changements importants dans la compréhension de l'histoire évolutive du vivant comme la proposition de classification en trois règnes de Carl Woese. Les avancées de l'informatique permirent de tester des modèles théoriques de l'évolution dans le cadre de la biologie des systèmes. Un des résultats de cette rencontre entre la biologie et l'informatique fut la création d'algorithmes évolutionnistes qui miment l'évolution biologique mais permettent des études sur plusieurs milliers de générations en quelques heures. Les découvertes récentes dans le domaine des biotechnologies permettent la modification de génomes entiers et pourront déboucher dans quelques années sur la création d'organismes complètement synthétiques.

### Microbiologie, transfert horizontal de gènes et endosymbiotique
La microbiologie fut largement ignorée par les premières théories de l'évolution. Cela était en partie dû au manque du concept d'espèce en microbiologie, en particulier chez les procaryotes. À présent, les chercheurs ont approfondi leurs connaissances de la physiologie et de l'écologie microbienne à l'aide de la comparaison des génomes et peuvent ainsi étudier l'évolution de ces organismes. Ces études ont révélé un niveau inattendu de diversité parmi les micro-organismes,.
L'un des débouchés les plus importants de ces recherches fut la découverte au Japon du transfert horizontal de gènes en 1959. Ce transfert de matériel génétique entre des espèces différentes de bactéries joue un rôle majeur dans l'extension de la résistance aux antibiotiques. 
Plus récemment, il a été suggéré que ces transferts avait pu jouer un rôle décisif dans l'évolution de tous les organismes vivants. L'arbre de la vie pourrait donc plus ressembler à une toile qu'à un arbre,.
En effet, les transferts horizontaux de gènes ont pu jouer un rôle critique dans l'évolution des eukaryotes en tant que champignons, plantes ou animaux,. La théorie endosymbiotique prévoit que les organites comme les mitochondries ou les chloroplastes à l'intérieur des cellules descendent de bactéries indépendantes qui ont été amenées à vivre en symbiose au sein d'autres cellules. Cette ressemblance entre les organites et les bactéries avait déjà été remarquée au XIXe siècle mais elle fut largement discréditée jusqu'à ce que Lynn Margulis ne la remette au goût du jour dans les années 1960-1970. Elle montra en effet que les organites possédaient leur propre ADN différent de celui des cellules.
La création d'un nouvel organisme par endosymbiose, ici l'apparition des premiers eukaryotes par intégration d'une bactérie au sein d'une cellule, est un cas particulier du mécanisme général de symbiogenèse, création d'un nouvel organisme par fusion entre deux organismes plus simples.

### Génétique évolutive du développement
Dans les années 1980 et 1990, les principes de la Théorie synthétique de l'évolution subirent un examen rigoureux. On notait un renouveau du structuralisme dans les travaux de biologistes comme Brian Goowin et Stuart Kauffman qui incorporaient des idées issues de la cybernétique et de la théorie des systèmes et insistaient sur le rôle des processus d'auto-organisation en tant que facteurs orientant la course de l'évolution. Le biologiste Stephen Jay Gould reprit l'idée d'hétérochronie selon laquelle des modifications dans les rythmes de développement des individus pouvaient entraîner l'apparition de nouvelles espèces. De même, il développa avec Elizabeth Vrba, la théorie de l'exaptation qui désigne une adaptation sélective dans laquelle la fonction actuellement remplie par l'adaptation n'était pas celle remplie initialement, avant que n'intervienne la pression de la sélection naturelle, comme les plumes, dont l'utilité initiale était le maintien d'une température constante.
Les données moléculaires sur les mécanismes sous-jacents au développement s'accumulèrent rapidement au cours des années 1980-1990. Il devint clair que la diversité de la morphologie animale n'était pas le résultat de différents jeux de protéines régulant le développement des différents animaux, mais celui du changement d'un petit nombre de protéines communes à tous les animaux. Ces protéines furent surnommées la « boîte à outils » du développement. Ces découvertes influencèrent la phylogénie, la paléontologie et donnèrent naissance à la génétique évolutive du développement.
Des travaux récents menés par Mary Jane West-Eberhard ont mis l'accent sur la plasticité du développement phénotypique. Les organismes sont ainsi capables de modifier leur phénotype en réaction à l'environnement comme le cas d'espèces successivement mâles et femelles. Les formes résultantes sont ensuite soumises à la sélection naturelle.

## XXIesiècle: l'épigénétique
La biologie du développement a remis en question certains principes de la théorie synthétique de l'évolution comme, l'épigénétique. Cette discipline s'intéresse à la façon dont des facteurs environnementaux affectent la manière dont les gènes sont exprimés lors du développement. Dans la première décennie du XXIe siècle, il est devenu largement accepté que dans certains cas des facteurs environnementaux pouvaient affecter l'expression des gènes chez les générations suivantes sans que ceux-ci n'y aient été confrontés et sans qu'il n'y ait eu de modification du génome. Cela montre que dans certains cas, des changements non génétiques d'un organisme peuvent être transmis et il a été avancé qu'une telle hérédité pouvait aider à l'adaptation à de nouvelles conditions et donc affecter l'évolution,. Certains suggèrent donc que dans certains cas, une forme d'évolution lamarckiste peut exister.